# Aleja Wilanowska
Die Aleja Wilanowska ist eine wichtige Warschauer Straßenverkehrsader, die durch die westlich der Weichsel gelegenen Stadtteile Mokotów und Wilanów führt. Ihre Länge beträgt rund 5.800 Meter, auf ihrem letzten Abschnitt (in Wilanów) ist sie das etwa 1.000 Meter lange Endstück des historischen Warschauer Königstraktes.
Ursprünglich bestand hier nur ein Feldweg, der Wilanów mit der Ortschaft Służewiec (heute ein Teil von Mokotów) verband. Um 1775 wurde dieser Weg begradigt, ausgebaut und bis zur heutigen Ulica Puławska verlängert. Später folgte die Weiterführung bis zur querenden Ulica Wołoska. Bis 1941 wurde der Straßenabschnitt in Wilanów als Aleja Królewska bezeichnet. In den Jahren 2009 und 2010 erfolgte der Ausbau der Straße zwischen Ulica Dolina Służewiecka/Aleja Generała Władysława Sikorskiego und Ulica Jana III Sobieskiego auf je zwei Fahrbahnen. Die Wilanowska wird auf ihrer gesamten Strecke von Bussen des ÖPNV befahren. Sie ist durchgängig in jeder Fahrtrichtung zweispurig.

## Verlauf und Bauobjekte
Die Wilanowska beginnt im Westen als Verlängerung der Ulica Marynarska an der Kreuzung mit der Wołoska und führt dann etwa ostwärts zunächst durch den Stadtteil Mokotów, quert dabei die Aleja Niepodległości, die sich hier mit der Ulica Puławska vereint, führt auf Höhe des 1936 errichteten Dominikaner-Klosters zum Heiligen Josef die Weichselböschung herab und verläuft von da aus geradeaus bis zum Schloss in Wilanów. Im zweiten Teil kreuzt sie die stark befahrene, je dreispurige Dolina Służewiecka/Generała Władysława Sikorskiego am Fuß der Weichselböschung und verbindet sich – bereits im Stadtteil Wilanów – mit der Ulica Jana III Sobieskiego. Seit dem Jahr 2010 befindet sich an dieser Stelle durch den Neubau der Aleja Rzeczypospolitej eine Kreuzung. Mit der Sobieskiego mündet der historische Königsweg in die Belwederska.
Einige der kleineren Seitenstraßen (eher Wege) haben nach Straßenmodernisierung und Erneuerung der Wassergräben am Rande der Miasteczko Wilanów ihre Kfz-Anbindung an die Wilanowska verloren.

### Nordseite der Straße (von Westen nach Osten)
- Ulica Wołoska
- Einkaufszentrum Galeria Mokotów
- Ulica Rodziny Hiszpańskich
- Kreuzung mit Ulica Zygmunta Modzelewskiego
- Kreuzung mit der Aleja Niepodległości
- Kreuzung mit der Ulica Puławska
- Metro-Station A 7 „Wilanowska“
- Ulica Grabowa
- Ulica Bukowińska
- Aleja Wilanowska 204 – das ehemalige Gasthaus Żółta Karczma, heute Sitz des Museum zur Geschichte der polnischen Bauernbewegung
- Ulica Potoki
- Ulica Lubaszki
- Aleja gen. Władysława Sikorskiego
- Rückseite des Psychiatrischen und Neurologischen Institutes (polnisch: Instytut Psychiatrii i Neurologii), hier befindet sich auch die Polnische Psychiatrische Gesellschaft (polnisch: Polskie Towarzystwo Psychiatryczne)
- Ulica Jana III Sobieskiego
- Ulica Kosiarzy
- Friedhof in Wilanów, den Stanisław Kostka Potocki 1816 auf einem kreisförmigen Grundriss anlegen ließ. Im Jahr 1860 wurde er nach einem Entwurf von Henryk Marconi und ein weiteres Mal 1877 erweitert. Die hier stehende neugotische Friedhofskapelle wurde in den Jahren 1823 bis 1826 nach einem Entwurf von Chrystian Piotr Aigner im Auftrag der Aleksandra Potocka errichtet
- Kreuzung mit der Ulica Przyczółkowa, die Wilanów Richtung Süden mit Powsin und Konstancin-Jeziorna verbindet

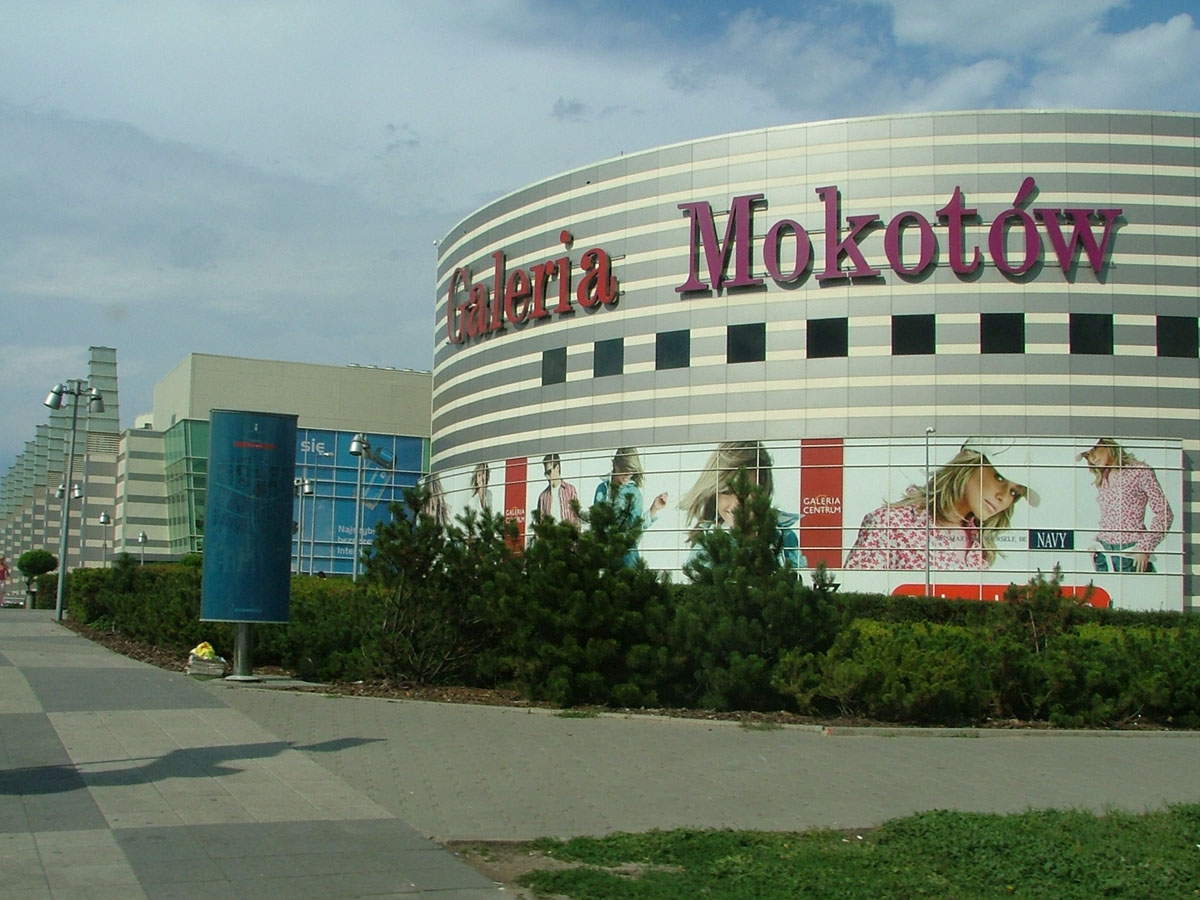
Galeria Mokotów
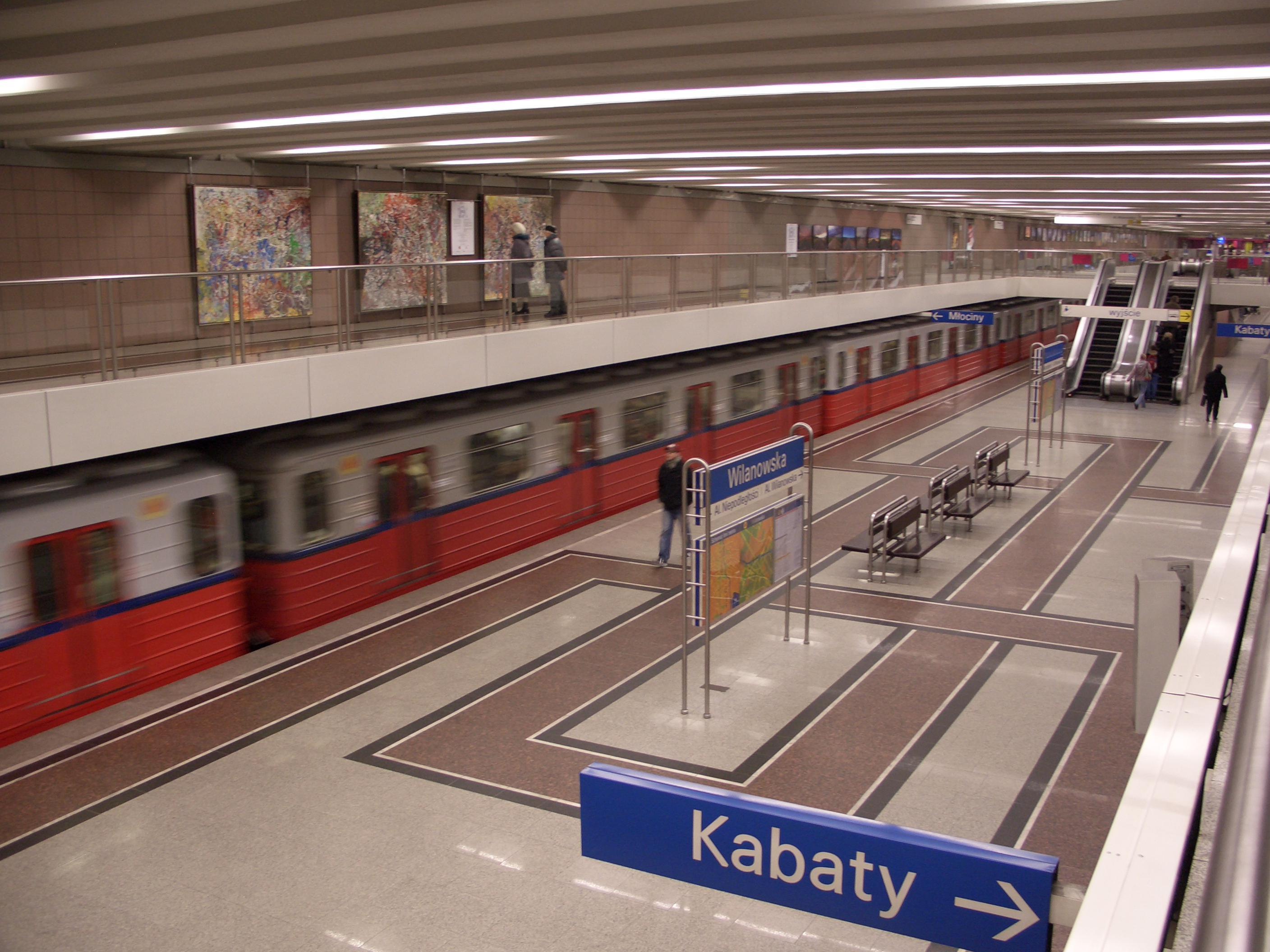
Metrostation „Wilanowska“
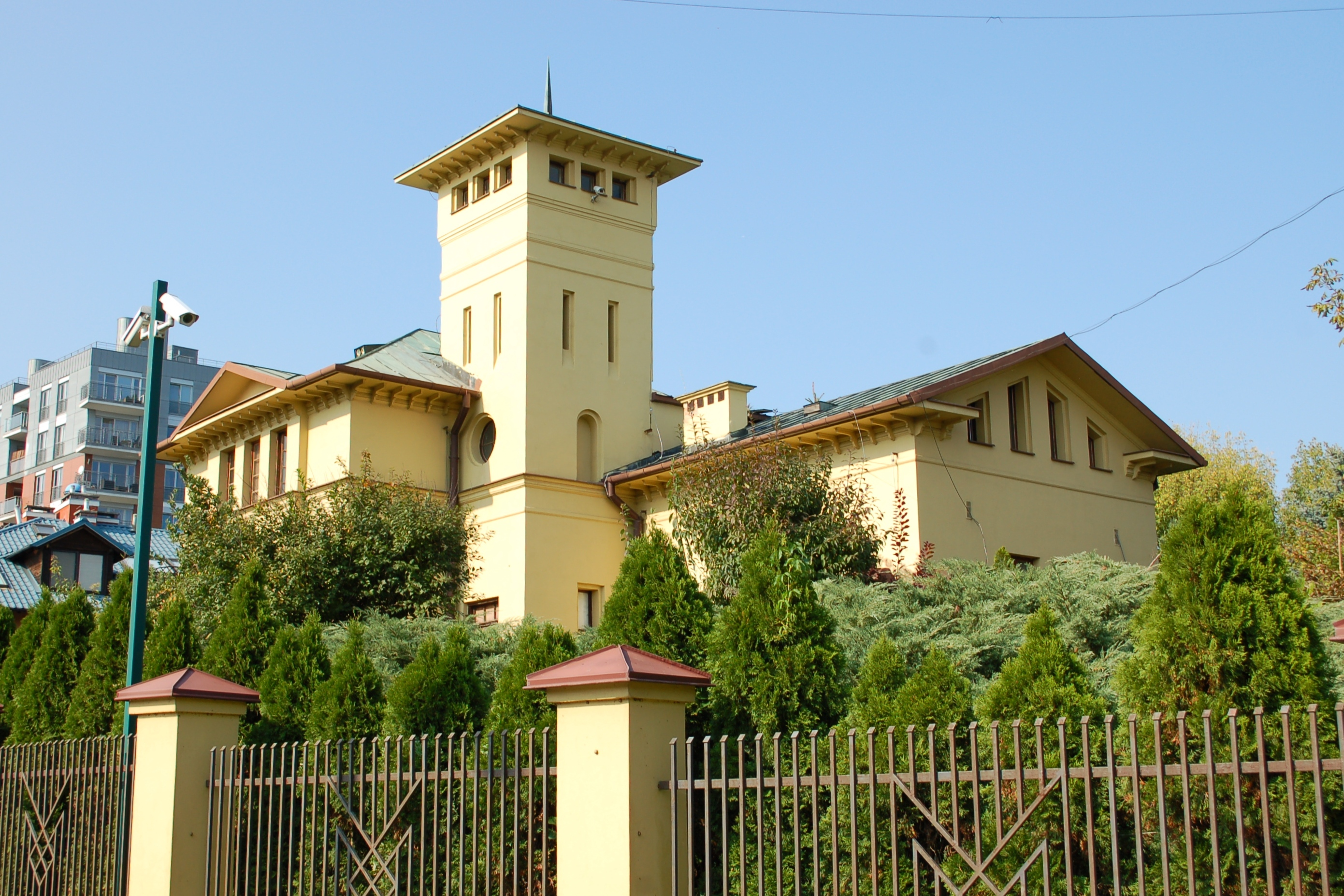
„Żółta Karczma“, ein ehemaliges Gasthaus
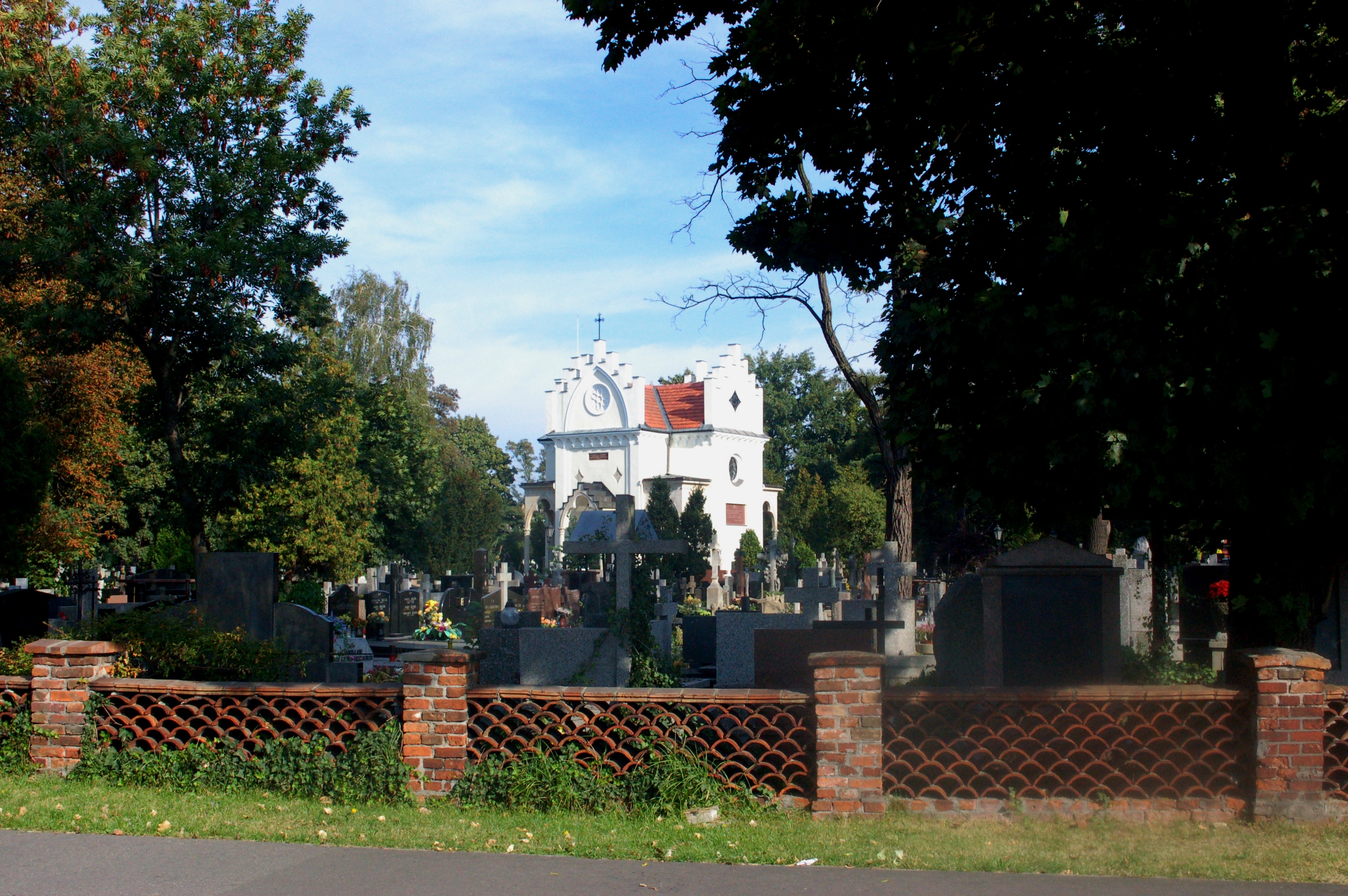
Friedhof Wilanów mit der Aigner-Kapelle

### Südseite der Straße (von Westen nach Osten)
- Ulica Wincentego Rzymowskiego
- Aleja Lotników
- Kreuzung mit Ulica Zygmunta Modzelewskiego
- Ulica Wita Stwosza
- Kreuzung mit der Aleja Niepodległości
- Kreuzung mit der Ulica Puławska
- Ulica Michała Wołodyjowskiego
- Ulica Jana Skrzetuskiego
- Ulica Wernyhory
- Ulica Rolna
- Wilanowska 313a – Konsularabteilung der Botschaft von Sri Lanka
- Ulica L. Podbipięty
- Ulica Karola Kurpińskiego
- Ulica Studencka
- Ulica Wróbla
- Ulica Dominikańska
- Aleja Wilanowska 257 – im Jahr 2011 fertiggestelltes Alzheimer-Zentrum[2]
- Ulica Łukowa
- Ulica Dolina Służewiecka
- Ulica Fosa
- Schmiedemuseum in Warschau
- Ulica Karczocha
- Ulica Szpinakowa
- Ulica Sałatkowa
- Ulica Rabarbarowa
- Ulica Pomidorowa
- Ulica Aleksandra Patkowskiego
- Ulica Arbuzowa
- Aleja Rzeczypospolitej
- Neubauwohngebiet Miasteczko Wilanów
- Ulica Sarmacka
- Ulica Rycerstwa Polskiego
- Ulica Krzysztofa Kieślowskiego
- Denkmal von Johann III. Sobieski und seiner Frau Maria Kazimiera Sobieska
- Kreuzung mit der Ulica Przyczółkowa
- Restaurant „Pod Karabelą“

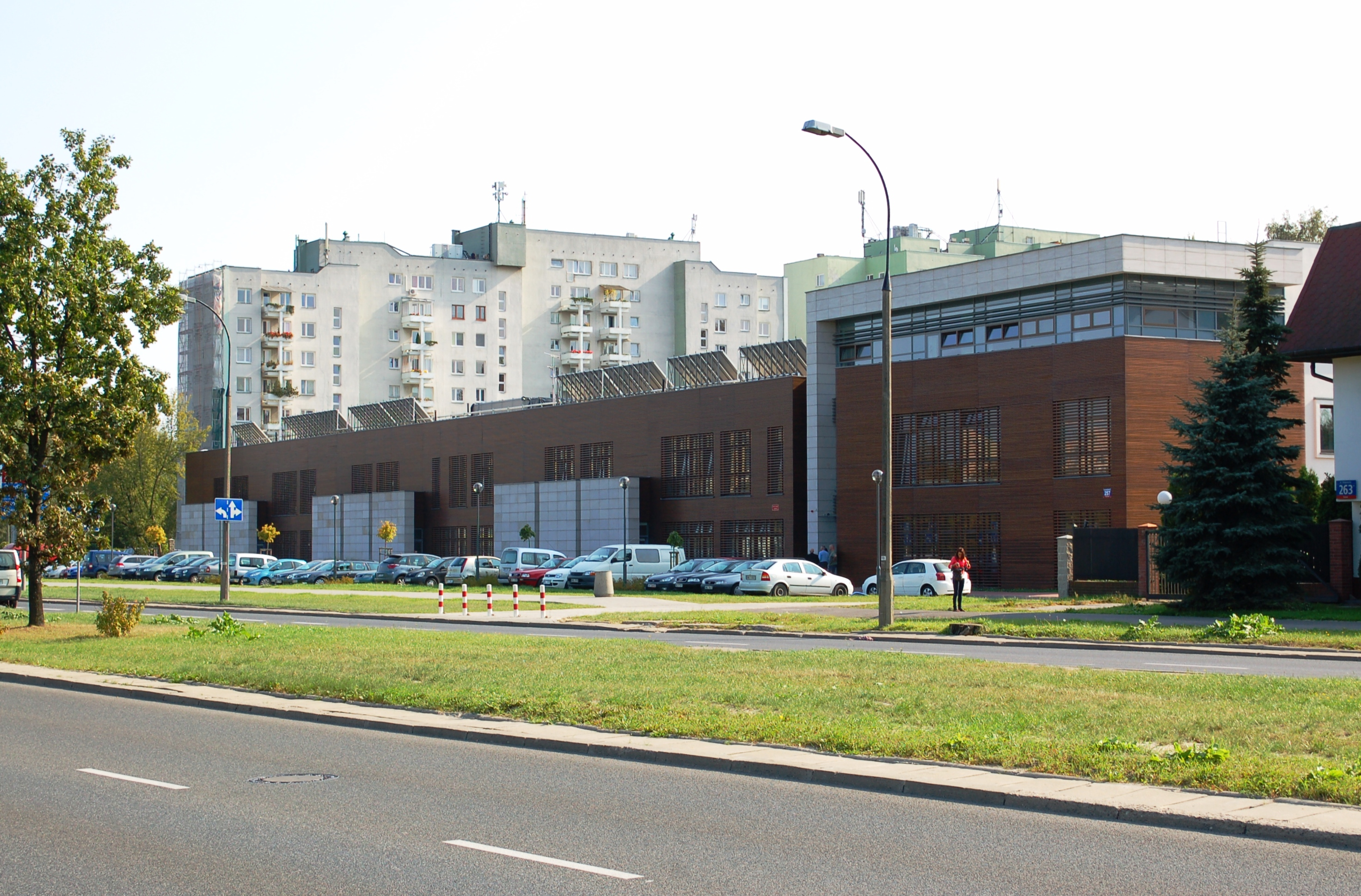
Alzheimer-Zentrum
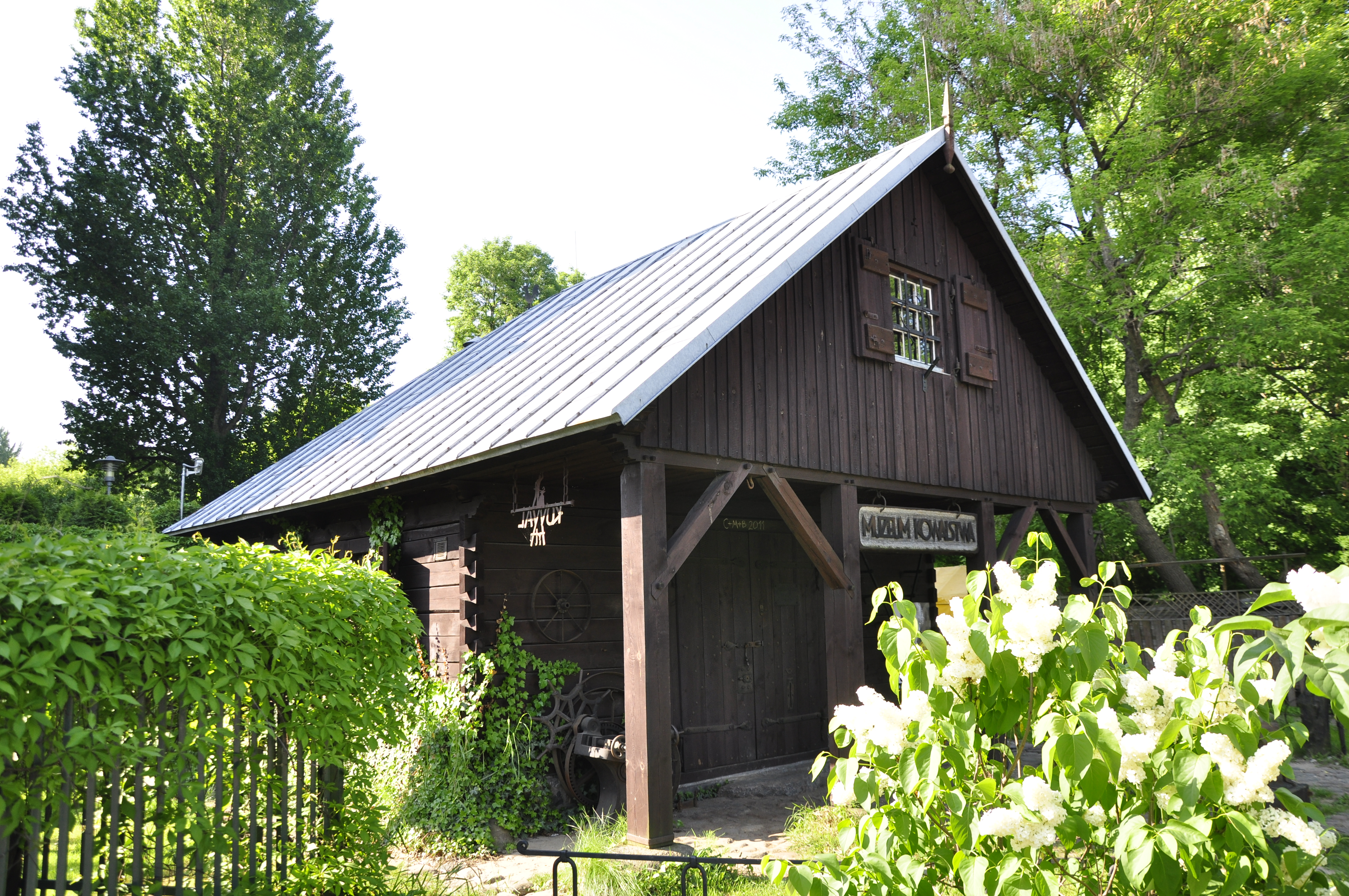
Schmiedemuseum in Służewiec
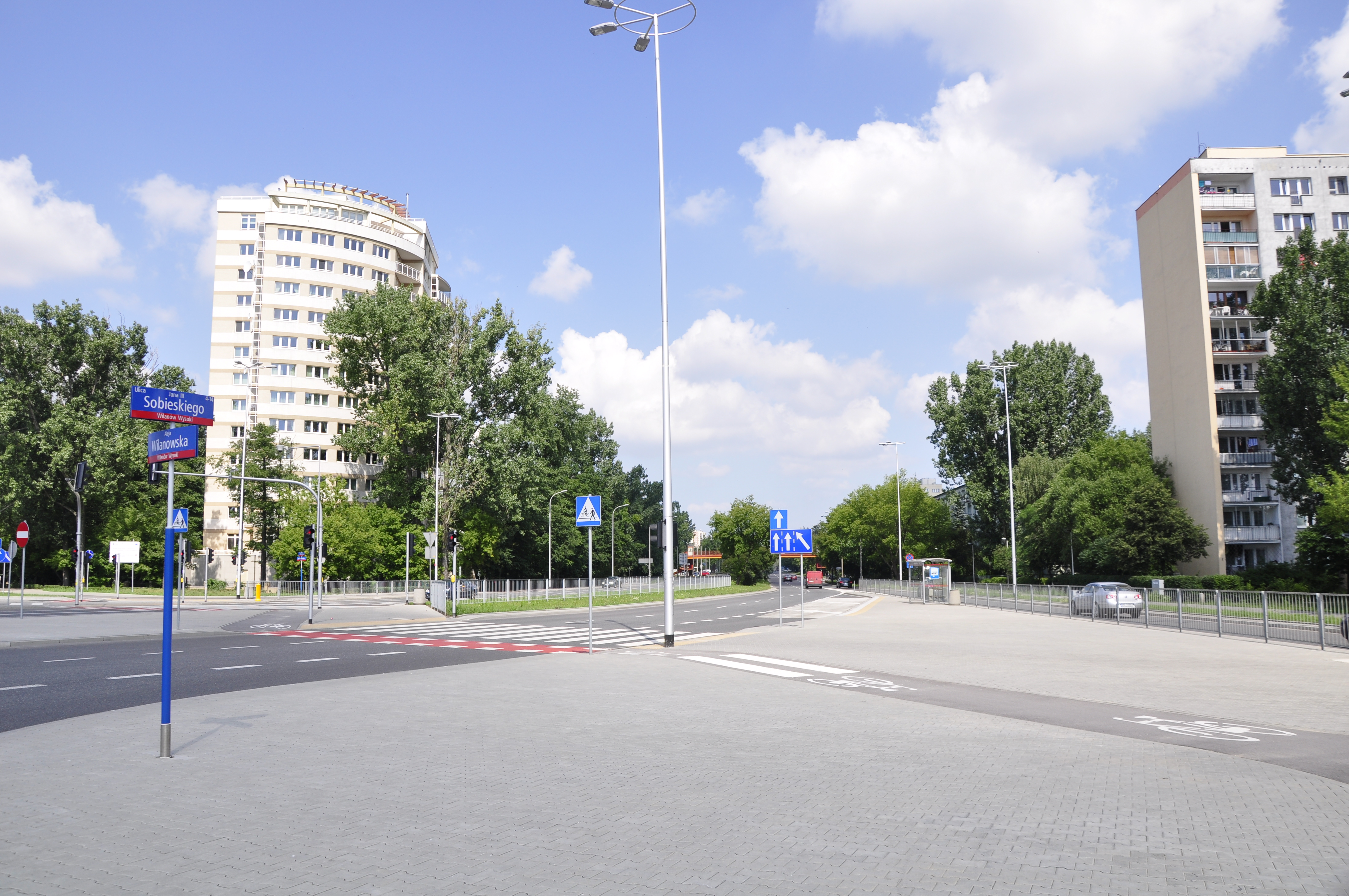
Einmündung der Sobieskiego in die Wilanowska
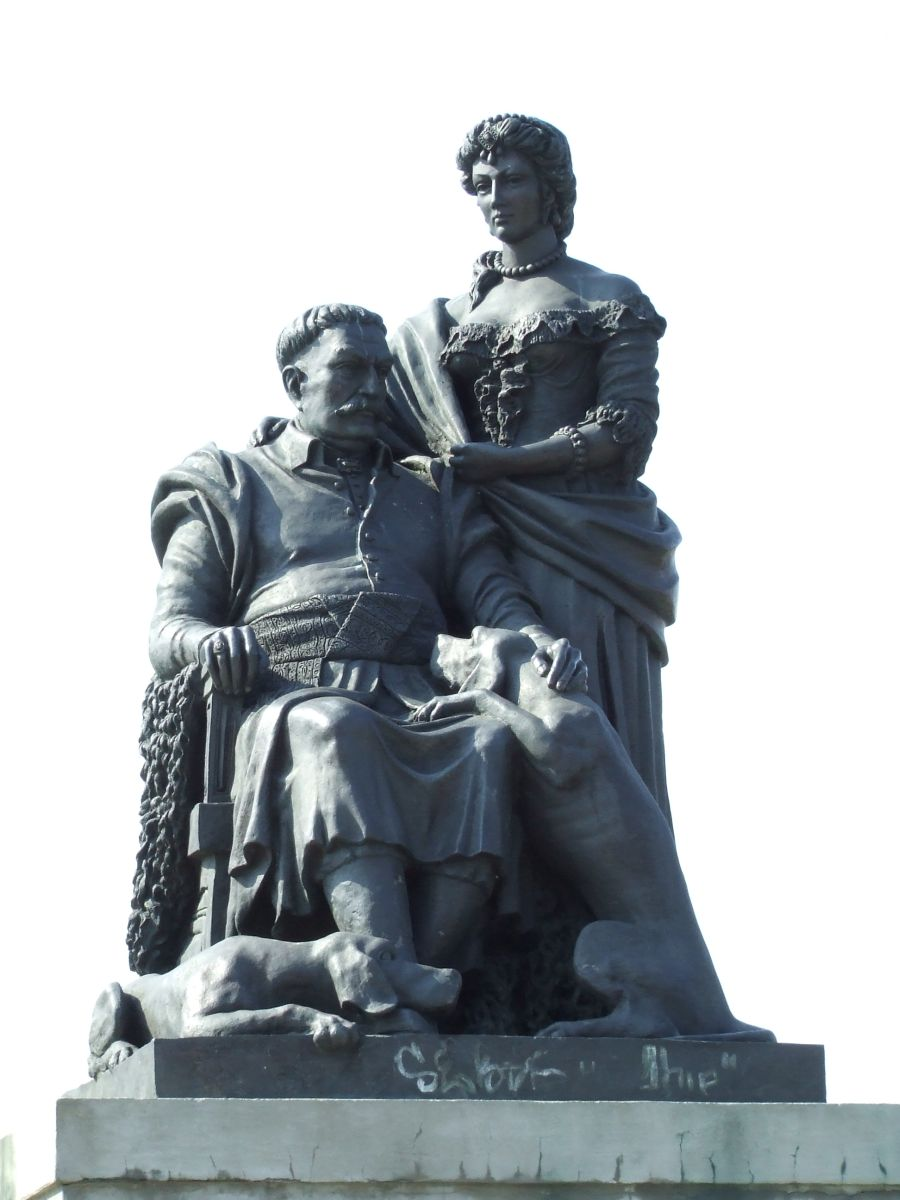
Denkmal der Eheleute Sobieski